# В рабочий полдень
«В рабочий полдень» — передача для трудящихся, шедшая на Всесоюзном радио и «Радио-1» по заявкам радиослушателей. Передача начала выходить в эфир с появлением Всесоюзного радио в середине 1920-х годов. Последний выпуск передачи на «Радио-1» вышел 14 мая 2000 года в связи с закрытием радиостанции. Существует множество подобных по названию и содержанию передач на коммерческих радиостанциях и телеканалах, появившихся после распада Советского Союза.

## История появления
В последние годы первой и в годы второй пятилетки радиовещание в Советском Союзе велось утром с 6:00 до 8:00, затем с 10:00 до 12:00 и вечером с 18:00 до 24:00. Таким образом, рабочие, собираясь на работу, в обеденный перерыв и в вечерние часы отдыха имели возможность слушать радио. Именно в эти годы зародилась популярная радиопередача «В рабочий полдень».
Дневной пик совпадал с обеденным перерывом на предприятиях и в учреждениях. Рост численности аудитории советского радиовещания произошёл за счёт тех людей, которые слушали концерт «В рабочий полдень», составленный традиционно по заявкам трудящихся. Вечерний пик был обусловлен интересом слушателей к международной и внутрисоюзной информации.
Позже в музыкальной редакции Всесоюзного радио был создан «Отдел концертов по заявкам». В те времена общения со слушателями в прямом эфире не было, а форма диалога — письмо-ответ — была необходима как для проверки вкусов слушательской аудитории, так и для роста рейтинга самих передач. Письма и их количество были главным показателем рейтинга.

## Формат передачи
Передача велась в формате радиогазеты — концерта по заявкам трудящихся: диктор зачитывал письма слушателей с приветами и поздравлениями. Включалась музыкальная дорожка по заявкам трудящихся. В гости к ведущему (ведущей) в студии приглашались советские певцы и композиторы, актёры и писатели, которые выступали в роли «почтальонов», зачитывая письма слушателей. Порой сами ведущие делали выездные сессии передачи, приезжая в дома культуры производственных объединений и предприятий. Встречи записывали на радийную аппаратуру, затем передавали в эфир для слушателей уже всей страны. Приглашенные гости выступали перед трудовыми коллективами и охотно отвечали на многочисленные вопросы. Начало систематическим выездам коллективов радио к своим слушателям было положено в начале 1930-х.
Передача имела постоянное время в эфире — время обеденного перерыва на территории большей части страны; в некоторых регионах, если обед с выходом передачи не совпадал, на небольших производствах это время могли поменять в ущерб рабочему графику. Изначально передача «В рабочий полдень» велась с 11:30 до 13:00 ежедневно, кроме субботы и воскресенья. Передачу предварял концерт молодых исполнителей (по завершении передачи также начинался концерт). Позже время вещания сократили до 30 минут с 12:15 до 12:45. В 1920—1930-е годы в передаче ставили также музыку с концертов камерной музыки. В 1970-е — начале 1980-х в моде были поездки деятелей искусств на комсомольские стройки, по возвращении с которых в эфире передачи отчитывались Александра Пахмутова с Николаем Добронравовым, Марк Фрадкин, Михаил Пляцковский, Владимир Шаинский, Иосиф Кобзон, Лев Лещенко, Эдита Пьеха и многие другие.
В конце 1970-х в рамках передачи появилась рубрика-концерт «Знакомы ли вам эти произведения?», чья суть заключалась в том, что зачитывалось письмо о любимом музыкальном произведении, оно звучало, но название его слушатели должны были угадать сами. Для подсказки ведущим рассказывалась какая-нибудь занимательная история, связанная с этим произведением. В основном, это была классическая музыка и, вопреки мнению, что такая музыка успехом у советской аудитории не пользовалась, именно эта рубрика долгое время оставалась лидирующей рубрикой передачи.

## Популярность
В советские годы под названием «Рабочий полдень» выходила не только радиопередача — также выпускалась профсоюзная газета «Рабочий полдень». Под одноименным названием проходили выездные тематические часы с трудящимися предприятий и организаций СССР.
Со временем название передачи стало своеобразным фразеологизмом. В частности, поэт и рок-бард Александр Башлачёв в своей песне «Подвиг разведчика», говоря о герое, проснувшемся с похмелья, поёт: «В рабочий полдень я проснулся стоя…», явно обыгрывая название радиопередачи. Илья Резник написал в шуточном скетче: «И замирает вся страна, когда идет „Рабочий полдень!“».
В программе «Утро с Владимиром Соловьёвым» на радиостанции «Вести ФМ» ведущий рассказал анекдот о передаче:

Наш слушатель Пётр Сергеевич Иванов, токарь-инструментальщик из Орла, просит, чтобы мы поставили для него песню «Валенки» в исполнении народной любимицы Руслановой. И замечательный ударник социалистического труда, знатный хлебороб совхоза 25-летия Октября Закавпасский Олеко Дундич также просит песню «Валенки». И только инженер Абрамович из Москвы хочет слышать песни группы Beatles «Hey Jude». Вот что, Абрамович, не выпендривайтесь, слушайте «Валенки»!

## Современность
Как отмечает автор и ведущая передачи, заслуженный работник культуры РФ Людмила Дубовцева, сверхпопулярность передачи даже сегодня даёт о себе знать — некоторые современные коммерческие радиостанции обращаются к этой рубрике на своем начальном пути завоевания аудитории. Помимо радиостанций подобные передачи включают в свою программу вещания телеканалы. Так, например, одноименная передача в телевизионном формате шла в эфире телеканала 100 ТВ.
11 марта 1996 году на четвёртом канале ВГТРК «Российские университеты» вышел первый выпуск телепередачи «В рабочий полдень», продюсером которой был Ефрем Амирамов. Программа выходила ежедневно, кроме выходных и праздничных дней, освещала все сферы общественной жизни, за исключением политики. С 1997 года передача стала выходить на телеканале РТР. После успеха «Старых песен о главном I», руководство российского канала попыталось возродить знаменитую радиопередачу «В рабочий полдень» в телевизионном варианте. Но выдержав всего несколько эфиров, в связи с финансовыми трудностями, возникшими после августовского кризиса 1998 года, работа над проектом была прекращена и программа исчезла из сетки вещания по причине низкого рейтинга. Её место заняла передача о фольклорной музыке «За околицей».
Ниже представлен ряд схожих по названию или содержанию проектов современных коммерческих радиостанций, появившихся после 1990 года:
| Радиостанция    | Название передачи                                          | Ведущий                         |
| --------------- | ---------------------------------------------------------- | ------------------------------- |
| Эхо Москвы      | «В рабочий полночь»                                        | Алексей Кашпур                  |
| Хит FM          | «Хит в рабочий полдень»                                    | Анюта Глазкина                  |
| Маяк            | «В рабочий полдень» «Музыка в подарок»                     |                                 |
| Мега Радио      | «Рабочий полдень с Коляном-Бодуном»                        | Сергей Сивохо                   |
| Радио «Скиф»    | «Рабочий полдень» и «Нерабочий полдень» (по выходным дням) |                                 |
| Радио «Палитра» | «Полдень»                                                  | Гага Гобронидзе и Марико Дарчия |
| «Первое Радио»  | «В рабочий полдень»                                        |                                 |

| Радиостанция     | Название передачи              | Ведущий                            |
| ---------------- | ------------------------------ | ---------------------------------- |
| Радио-1-Культура | «В рабочий полдень»            |                                    |
| МТРК «Мир»       | «В рабочий полдень»            |                                    |
| О'Кей-радио      | «В рабочий полдень с «Очаково» |                                    |
| «Радио-Ливны»    | «Рабочий полдень»              |                                    |
| Радио «Компас»   | «Рабочий полдень»              | Дмитрий Француз и Мария Пономарёва |
| Радио «Радужный» | «Рабочий полдень»              |                                    |